# Ochna glauca
Ochna glauca är en tvåhjärtbladig växtart som beskrevs av Verdoorn. Ochna glauca ingår i släktet Ochna och familjen Ochnaceae. Inga underarter finns listade i Catalogue of Life.